# Glenea sedecimmaculata
Glenea sedecimmaculata là một loài bọ cánh cứng trong họ Cerambycidae.